# You Don't Know Jack (Grimm)
You Don't Know Jack (titulado No conoces a Jack y No sabes quién es Jack en las emisiones en español para Hispanoamérica y España, respectivamente) es el vigésimo episodio de la cuarta temporada de la serie de televisión estadounidense de drama sobrenatural y policial Grimm. El guion principal del episodio fue escrito por Michael Golamco y Sean Calder, mientras que la dirección general estuvo a cargo de Terrence O'Hara. 
El episodio se transmitió originalmente el 1 de mayo del año 2015 por la cadena de televisión NBC. En Hispanoamérica el episodio se estrenó el 18 de mayo por el canal Universal Channel.
Estalla el conflicto de Juliette contra su expareja Nick y sus examigos Rosalee y Monroe. El caso policial se relaciona con una serie de asesinatos de prostitutas idénticos a los que realizara Jack el Destripador más de un siglo atrás, en Londres. 

## Título y epígrafe

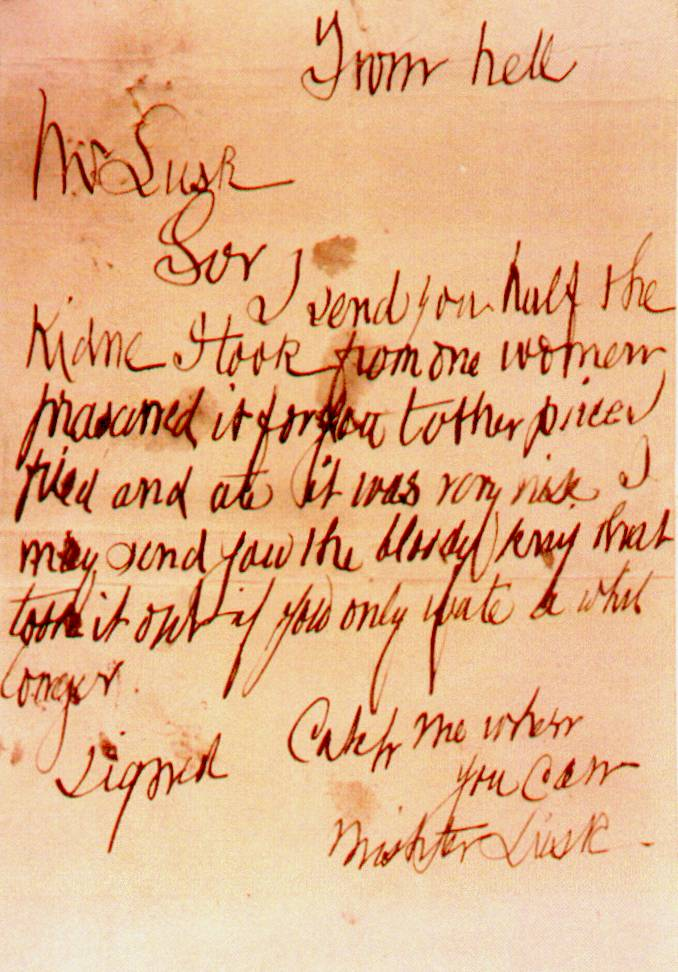
Foto de la carta From Hell, escrita en 1888 por una persona que afirmaba ser Jack el Destripador.

El título, You Don't Know Jack (literalmente "Tú no conoces a Jack"), es un juego de palabras que utiliza la popular expresión estadounidense "you don't know jack" o "you don't know jack shit" (eq. tú no sabes nada o tú no sabes una mierda), y también con la figura de Jack el Destripador, referencia central del capítulo y presunto autor del epígrafe. La expresión también es el título de la exitosa película You Don't Know Jack (2010) de Barry Levinson, sobre la vida de Jack Kevorkian, conocido como el Dr. Muerte, donde el significado se vuelve más ambiguo, relacionándolo con la conciencia sobre la eutanasia y el conocimiento de la muerte. 
El epígrafe es una cita de la carta conocida como From Hell (Desde el Infierno), escrita en 1888 por una persona que afirmaba ser el asesino serial conocido como Jack el Destripador:

Original en inglés
"Catch me when you can...".
Versiones en español
Hispanoamérica"Atrápame cuando puedas...".
España"Atrápame si puedes..."

El texto completo de la carta Desde el Infierno es el siguiente::

From hell
Mr Lusk
Sor
I send you half the Kidne I took from one women preserved it for you tother piece I fried and ate, it was very nise. I may send you the bloody knif that took it out if you only wate a whil longer.
Signed Catch me when you Can 
Mishter Lusk
Desde el infierno
Sr Lusk
Senior
Le envié la mitad del Riñó que tomé de una mujer preservado para usted lotro pedazo lo frité y comí, estaba delisioso. Quizás le mande el cuchillo ensangrentado que lo extirpó si tan solo spera un poco más.
Firmado Atrápenme cuando Puedan
Sheñor Lusk 

(N. del trad: las faltas ortográficas expresan las del original).

## Argumento

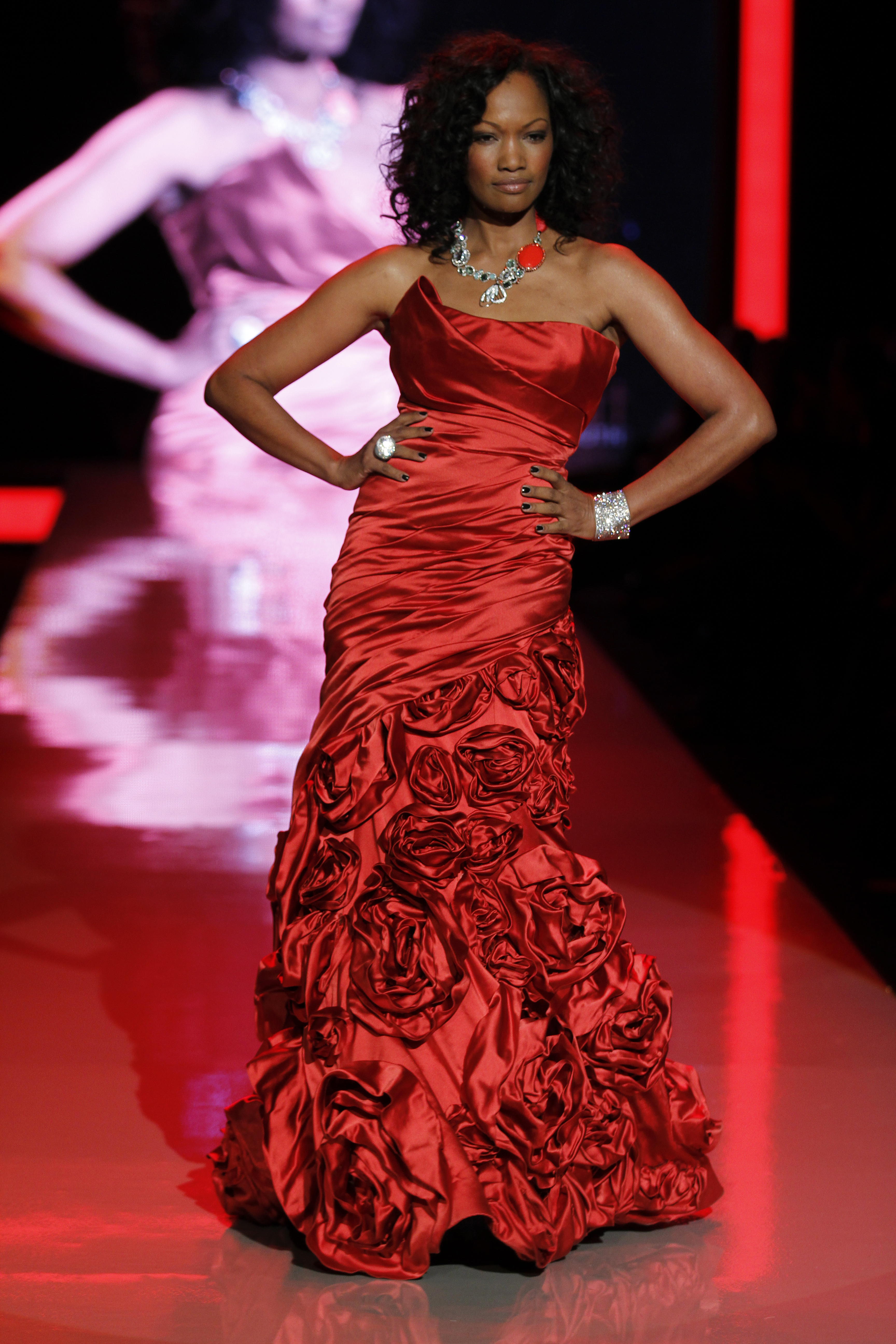
La actriz haitiana Garcelle Beauvais interpreta el papel de Henrietta, resultando degollada en el final del capítulo.

El capítulo dedica la mayor parte del tiempo a seguir la trama desencadenada por la transformación de Juliette en hexenbiest. Luego de quemar los libros milenarios de Nick en la última escena del capítulo anterior, Juliette se ha aliado al príncipe Kenneth y comienza a ayudarlo en su plan de ataque contra Nick.
Simultáneamente, Adalind decide buscar el modo de revertir la transformación de Juliette, con la ayuda de Rosalee y Monroe. Para eso prepara una poción moliendo partes del cadáver de su madre, que luego bebe ella misma, comprobando que ha perdido sus poderes como hexenbiest. Pero cuando Juliette llega, rechaza tomar la poción y se trenza en una feroz lucha contra su expareja y sus examigos, en la que los domina fácilmente con sus poderes telequinéticos, forzando a Nick a disparar su pistola contra Monroe. El capítulo finaliza en ese momento, sin dar a saber lo que sucedió.
La trama policial, que se continúa en el capítulo siguiente, trata de una serie de asesinatos de prostitutas, idénticos a los de Jack el Destripador. Nick, Hank y Wu descubren en los libros que sobrevivieron al incendio, que crímenes idénticos vienen cometiéndose desde hace tres siglos y que el famoso asesino serial londinense, bien podría ser un wesen, capaz de vivir varios siglos y habitar ahora en Portland.
En la tercera trama, el capitán Renard continúa sufriendo el sangrado de sus heridas en el pecho y recurre a la ayuda de la hechicera hexenbiest Henriette. Pero ante las dudas de esta sobre lo que le sucede, se retira enojado. Instantes después, Henriette es degollada.

## Elenco regular
- David Giuntoli como Nick Burkhardt.
- Russell Hornsby como Hank Griffin.
- Bitsie Tulloch como Juliette Silverton.
- Silas Weir Mitchell como Monroe.
- Sasha Roiz como el capitán Renard.
- Bree Turner como Rosalee Calvert.
- Claire Coffee como Adalind Schade.
- Reggie Lee como el sargento Wu.